# Shoki Hirai
Shoki Hirai (平井 将生 Hirai Shoki?), född 4 december 1987 i Tokushima prefektur, är en japansk fotbollsspelare.
Hirai började sin karriär 2006 i Gamba Osaka. Med Gamba Osaka vann han AFC Champions League 2008, japanska ligacupen 2007 och japanska cupen 2008, 2009. Efter Gamba Osaka spelade han för Albirex Niigata, Avispa Fukuoka och Giravanz Kitakyushu.